# سرقلعة (مقاطعة ديواندرة)
سرقلعة (بالفارسية: سرقلعه) هي قرية تقع في منطقة مركزية ريفية في إيران. يقدر عدد سكانها بـ 375 نسمة بحسب إحصاء 2016.